# Řasnice (Strážný)
Řasnice (dříve Pumperle) jsou malá vesnice, část městyse Strážný v okrese Prachatice v Jihočeském kraji. Nachází se v údolí říčky Řasnice, při silnici I/4 mezi Horní Vltavicí (respektive přípojkou z Lenory) a Strážným, asi tři kilometry východně od Strážného. Řasnice jsou také název katastrálního území o rozloze 1,95 km².

## Historie
První písemná zmínka o vesnici pochází z roku 1790. V roce 1921 zde stálo 208 domů a žilo zde 1284 obyvatel, z toho 14 Čechů a 1237 Němců. V letech 1938 až 1945 byla obec v důsledku uzavření Mnichovské dohody přičleněna k nacistickému Německu.

## Obyvatelstvo
| Rok            | 1869 | 1880 | 1890 | 1900 | 1910 | 1921 | 1930 | 1950 | 1961 | 1970 | 1980 | 1991 | 2001 | 2011 | 2021 |
| -------------- | ---- | ---- | ---- | ---- | ---- | ---- | ---- | ---- | ---- | ---- | ---- | ---- | ---- | ---- | ---- |
| Počet obyvatel | 195  | 220  | 193  | 158  | 142  | 138  | 165  | 24   | 43   | 22   | 12   | 13   | 10   | 46   | 32   |
| Počet domů     | 22   | 23   | 23   | 23   | 24   | 24   | 26   | 27   | 27   | 6    | 4    | 8    | 12   | 11   | 11   |

## Obecní správa
Při sčítání lidu v letech 1850–1959 Řasnice byly samostatnou obcí, se kterým patřily nejprve do okresu Prachatice, ale v roce 1950 v okrese Vimperk. Od roku 1960 jsou částí městyse Strážný v okrese Prachatice. V letech 1850–1949 k obci patřila Houžná a v letech 1850–1959 také Hliniště, Kořenný a Vlčí Jámy.